# Chimezie Metu
Chimezie Chukwudum Metu (Los Angeles, 22 de março de 1997) é um jogador nigeriano-americano de basquete profissional que atualmente joga pelo Detroit Pistons da National Basketball Association (NBA).
Ele jogou basquete universitário por USC e foi selecionado pelo San Antonio Spurs como a 49º escolha geral no draft da NBA de 2018.

## Carreira no ensino médio
Metu frequentou a Lawndale High School em Lawndale, Califórnia. Um recruta de quatro estrelas, ele foi classificado como o 46º pela Rivals.com. Metu se comprometeu com USC em 12 de maio de 2014.

## Carreira universitária
Como calouro, Metu jogou em 34 jogos e teve médias de 6.4 pontos e 3.6 rebotes. Além disso, ele registrou 54 bloqueios, sendo o segundo maior número de bloqueios por um calouro da USC desde Taj Gibson. Ele também jogou 10 minutos na derrota da USC para Providence na primeira rodada do Torneio da NCAA em 2016.
Metu foi titular em todos os 36 jogos em seu segundo ano e teve médias de 14.8 pontos e 7.8 rebotes. Ele liderou a equipe até a segunda rodada do Torneio da NCAA em 2017. Ele foi nomeado Jogador Mais Melhorado da Pac-12 de 2017 e para a Segunda-Equipe da Pac-12.
Metu jogou em 34 jogos em sua terceira temporada e teve médias de 15.7 pontos e 7.4 rebotes. Em 23 de fevereiro de 2018, ele foi nomeado em um documento federal que o ligava a um suposto pagamento de US$2,000 de uma agência esportiva, mas foi inocentado pela USC. Em 5 de março de 2018, ele foi nomeado para a Primeira-Equipe da Pac-12 junto com o companheiro de equipe Jordan McLaughlin. Prevendo se formar em três anos e após ficar de fora do National Invitation Tournament de 2018 para evitar lesões, ele se declarou para o draft da NBA de 2018.

## Carreira profissional

### San Antonio Spurs (2018–2020)
Em 21 de junho de 2018, Metu foi selecionado pelo San Antonio Spurs como a 49ª escolha geral no draft da NBA de 2018. Metu foi posteriormente incluído no elenco da Summer League de 2018 dos Spurs. Em 4 de setembro de 2018, Metu assinou um contrato de 3 anos e US$3.9 milhões com os Spurs.
Em 20 de outubro de 2018, Metu fez sua estreia na NBA, saindo do banco por cerca de três minutos, com dois pontos, dois rebotes e um bloqueio na derrota por 108-121 para o Portland Trail Blazers.
Em 20 de novembro de 2020, os Spurs dispensaram Metu.

### Sacramento Kings (2020–2023)
Em 28 de novembro de 2020, Metu assinou com o Sacramento Kings, mas foi dispensado em 22 de dezembro após participar de quatro jogos de pré-temporada. Dois dias depois, ele assinou um contrato de duas vias com os Kings. Em 28 de abril de 2021, os Kings assinaram um contrato de vários anos após ele ter feito 28 jogos.
Em 15 de agosto de 2021, durante a vitória por 86–70 na Summer League de Las Vegas sobre o Dallas Mavericks, Metu foi expulso após dar um soco no ala adversário Eugene Omoruyi. No dia seguinte, a NBA suspendeu Metu da Summer League, que os Kings venceram.
Em 29 de dezembro de 2021, Metu acertou uma cesta de três pontos decisiva no estouro do cronômetro, levando o Sacramento Kings a uma vitória em casa por 95–94 sobre o Dallas Mavericks.

### Phoenix Suns (2023–2024)
Em 4 de julho de 2023, Metu assinou com o Phoenix Suns. No dia de Natal, Metu conseguiu um duplo-duplo com 23 pontos e 19 rebotes na derrota por 128–114 para o Dallas Mavericks.
Em 8 de fevereiro de 2024, Metu foi trocado para o Memphis Grizzlies em uma troca envolvendo três times, incluindo o Brooklyn Nets, e no dia seguinte, ele foi dispensado.

### Detroit Pistons (2024–Presente)
Em 20 de março de 2024, Metu assinou um contrato de 10 dias com o Detroit Pistons e, em 30 de março, ele assinou para o restante da temporada.

## Carreira na seleção nacional
Em 27 de agosto de 2019, Metu foi incluído na lista final da Nigéria para a Copa do Mundo de Basquete de 2019.

## Estatísticas de carreira

### NBA

#### Temporada regular
| Ano      | Equipe      | PJ  | PT | MPJ  | AP   | 3P   | LL   | RT  | AS  | BR  | TO | PPJ  |
| -------- | ----------- | --- | -- | ---- | ---- | ---- | ---- | --- | --- | --- | -- | ---- |
| 2018–19  | San Antonio | 29  | 0  | 5.0  | .328 | .000 | .765 | 1.2 | .4  | .2  | .1 | 1.8  |
| 2019–20  | San Antonio | 18  | 0  | 5.8  | .571 | .000 | .769 | 1.8 | .6  | .2  | .3 | 3.2  |
| 2020–21  | Sacramento  | 36  | 6  | 13.6 | .508 | .351 | .721 | 3.1 | .8  | .4  | .5 | 6.3  |
| 2021–22  | Sacramento  | 60  | 20 | 21.3 | .452 | .306 | .780 | 5.6 | 1.0 | .9  | .5 | 8.9  |
| 2022–23  | Sacramento  | 66  | 0  | 10.4 | .589 | .237 | .740 | 3.0 | .6  | .3  | .3 | 4.9  |
| 2023–24  | Phoenix     | 37  | 5  | 12.1 | .508 | .294 | .884 | 3.0 | .5  | .5  | .2 | 5.0  |
| 2023–24  | Detroit     | 14  | 7  | 29.4 | .500 | .302 | .952 | 6.0 | 1.9 | 1.7 | .5 | 10.5 |
| Carreira | Carreira    | 260 | 38 | 13.9 | .493 | .212 | .801 | 3.3 | .8  | .6  | .3 | 5.8  |

#### Playoffs
| Ano  | Equipe     | PJ | PT | MPJ | AP   | 3P | LL   | RT | AS | BR | TO | PPJ |
| ---- | ---------- | -- | -- | --- | ---- | -- | ---- | -- | -- | -- | -- | --- |
| 2023 | Sacramento | 3  | 0  | 2.0 | .000 | —  | .667 | .3 | .0 | .0 | .0 | .7  |

### Universitário
| Ano      | Equipe   | PJ  | PT | MPJ  | AP   | 3P   | LL   | RT  | AS  | BR | TO  | PPJ  |
| -------- | -------- | --- | -- | ---- | ---- | ---- | ---- | --- | --- | -- | --- | ---- |
| 2015–16  | USC      | 34  | 2  | 18.5 | .518 | .000 | .513 | 3.6 | .5  | .6 | 1.6 | 6.4  |
| 2016–17  | USC      | 36  | 36 | 31.3 | .552 | .500 | .741 | 7.8 | 1.4 | .8 | 1.5 | 14.8 |
| 2017–18  | USC      | 34  | 33 | 31.0 | .523 | .300 | .730 | 7.4 | 1.6 | .8 | 1.7 | 15.7 |
| Carreira | Carreira | 104 | 71 | 26.9 | .531 | .266 | .661 | 6.2 | 1.1 | .7 | 1.5 | 12.3 |

## Vida pessoal
Nascido em Los Angeles, Metu passou os primeiros anos de sua vida na Califórnia antes de se mudar para a Nigéria com seu pai aos seis anos de idade. Ele então viveu na Nigéria pelos seis anos seguintes.